# Hesperoconopa pilipennis
Hesperoconopa pilipennis là một loài ruồi trong họ Limoniidae. Chúng phân bố ở miền Tân bắc.